# Henry Mchamungu
Henry Mchamungu (ur. 8 stycznia 1965 w Legho Kilema) – tanzański duchowny katolicki, biskup pomocniczy Dar-es-Salaam od 2021.

## Życiorys
Święcenia kapłańskie otrzymał 24 czerwca 1994 i został inkardynowany do archidiecezji Dar-es-Salaam. Był m.in. sekretarzem generalnym kurii, dyrektorem wydziału ds. powołań, a także wikariuszem sądowym i wychowawcą w archidiecezjalnym seminarium.
7 lipca 2021 papież Franciszek mianował go biskupem pomocniczym archidiecezji Dar-es-Salaam, ze stolicą tytularną Tanaramusa. Sakry udzielił mu 21 września 2021 arcybiskup Jude Thadaeus Ruwa’ichi.